# کالینگا ۲۶۲۱۴
سیارک ۲۶۲۱۴ (به انگلیسی: 26214 Kalinga، نامگذاری:1997US10) بیست و شش هزار و دویست و چهاردهمین سیارک کشف شده‌است که در ۳۰ اکتبر ۱۹۹۷ کشف شد.
قدر مطلق سیارک برابر ۲۲.۴ است.